# Льежская революция
Лье́жская револю́ция, иногда именуемая как Счастли́вая револю́ция (фр. Heureuse Révolution, валлон. Binamêye revolucion), началась 18 августа 1789 года и продолжалась до упразднения Республики Льежа и временного восстановления прав князя-епископа Льежа австрийскими силами в 1791 году. 
Льежская революция происходила параллельно с Французской революцией, что в итоге привело к окончанию существования Льежского епископства и аннексии Льежа французскими революционными силами в 1795 году.

## Хронология событий
- 1789 — с провозглашением Льежской республики князь-епископ выехал в Германию
- 1791 — первая реставрация: силой австрийской армии князь-епископ снова приходит к власти, республиканцы укрываются в Париже
- 1792 — назначенный 16 августа новый князь-епископ вынужден спасаться бегством после сражения при Жемаппе, поскольку французские войска под началом Дюмурье заняли Австрийские Нидерланды
- 1793 — вторая реставрация: в результате плебисцита льежцы решают войти в состав Франции, но после победы в сражении у Неервиндена австрийцы снова восстанавливают власть князя-епископа в Льеже
- 1794 — победы французов в битве при Флерюсе и других сражениях приносят им новое превосходство